# USS Sample
L'USS Sample (FF-1048) était une frégate de classe Garcia de l’United States Navy, la septième de sa classe. Elle a été nommée en l’honneur de William Dodge Sample (9 mars 1898 - 2 octobre 1945) qui était un contre-amiral de l’US Navy, commandant de la division de porte-avions d'escorte pendant la Seconde Guerre mondiale. Il était le plus jeune contre-amiral du théâtre du Pacifique de la Seconde Guerre mondiale. L'USS Sample a été mis en chantier en 1963 et désarmé en 1988, puis transféré au Brésil en 1989.

## Historique
L'USS Sample (DE-1048) a été mis en chantier le 19 juillet 1963 par la Puget Sound Bridge and Dry Dock Co., Lockheed Aircraft Corp., à Seattle, État de Washington. Il a été lancé le 28 avril 1964, parrainé par Mme David M. Abshire, la fille du contre-amiral Sample, et mis en service le 23 mars 1968.
À la fin de sa mise au point, l’USS Sample, initialement affecté à l’escadrille de destroyers 29 (DesRon 29) à Long Beach, reçut l’ordre de se rendre à Pearl Harbor et de servir dans la DesDiv 252, DesRon 25. Il arriva à son port d'attache pour la première fois le 18 octobre 1968, mais fut endommagé par l’USS O'Bannon (DD-450) le lendemain. Des réparations au dôme de son sonar l’obligent à retourner dans la région de Puget Sound. Le 21 janvier 1969, il quitta Bangor pour retourner à Hawaï.
Pendant le reste de l’hiver et jusqu’au printemps, l’USS Sample est resté dans les eaux hawaïennes. À la mi-avril, il navigua vers l’ouest pour son premier déploiement dans le Pacifique occidental et servit avec la Septième flotte des États-Unis. Vers la fin du mois, il arriva à Yokosuka, puis continua vers Okinawa et les Philippines. Au début du mois de mai, il arriva dans la baie de Subic, d’où il se rendit dans le golfe du Tonkin pour des missions de patrouille et d’escorte avec les porte-avions soutenant les opérations au Sud-Vietnam. En juin, il quitta Subic pour Taïwan. En juillet, il opéra avec la patrouille du détroit de Taïwan. À la fin du mois, il retourna au Japon, mais au début du mois d’août il était de retour en mer de Chine méridionale. Au milieu du mois, il reprit ses fonctions de patrouille dans le détroit de Taïwan. Le 22, il fit de nouveau route vers le Japon.
À la mi-septembre, l’USS Sample quitta Yokosuka et navigua de nouveau vers le sud. Il a brièvement effectué une patrouille au large de Taïwan, puis a continué vers les Philippines. À la fin du mois, il mena des opérations spéciales dans le nord-est de la mer de Chine méridionale. Après une escale à Hong Kong, il retourna à Taïwan et au Japon. Le 18 octobre, il quitta ce pays pour Pearl Harbor et reprit du service avec la 1ère flotte.
L’USS Sample est resté dans le Pacifique est jusqu’à l’été 1970. Le 14 juillet, il quitta Hawaï pour son deuxième déploiement dans la WestPac. Huit jours plus tard, il rejoignit la 7e flotte. Le 28 juillet, il arriva dans la baie de Subic. Le 1er août, il prit la mer pour escorter le porte-avions USS Oriskany (CV-34) sur Yankee Station. Il opéra avec le TG 77.5 dans le golfe du Tonkin jusqu’au 25 août, puis fit route vers Taïwan, arrivant à Kaohsiung le 27 août. Le 5 septembre, il est de retour à Subic. Le 15 septembre, il reprit du service avec le TG 77.5. Le 29 septembre, il retourna à Subic. Il a subi des réparations de chaudière. Il mit le cap sur Okinawa le 3 octobre. Arrivé le 6 octobre, il continua sa route vers le Japon où, du 19 au 27 octobre, il participa à des exercices conjoints américano-japonais dans la mer du Japon. Une escale à Hong Kong suivit son départ du Japon, et le 13 novembre il arriva à Keelung, à Taïwan. Deux jours plus tard, il continua vers Sasebo, d’où il effectua des exercices dans la mer du Japon, puis fit route vers Yokosuka. Le 6 décembre, il quitta ce dernier port et se dirigea vers son pays.
L’USS Sample retourna à Pearl Harbor le 12 décembre. Après son déploiement, il passa une période de permissions et de congés jusqu’à la nouvelle année 1971. L’USS Sample a passé toute l’année 1971 à Hawaï, soit dans le port de Pearl Harbor, soit en croisière dans la zone d’opération locale. Au cours de la dernière partie de janvier, il entama une période d’Indisponibilité périodique pour entretien et réparation, y compris une période en cale sèche, qui dura jusqu’en juin. De juin à décembre, il opéra dans les eaux hawaïennes, d’abord, pour subir des essais, ensuite, une formation de recyclage et, enfin, la participation à des exercices de lutte anti-sous-marine. La fin de l’année 1971 et le début de 1972 ont été marqués par des préparatifs pour un départ outre-mer. Le 27 janvier 1972, l’USS Sample se mit en route pour un déploiement prolongé dans le Pacifique occidental. Pendant la majeure partie de l’année 1972, il alterna entre des missions de recherche et de sauvetage, de piquet radar (PIRAZ) et d’appui-feu naval au large des côtes du Vietnam. Il quitta les eaux vietnamiennes le 10 août et rentra à Pearl Harbor le 25.
Il resta au port le reste de l’année, en arrêt post-déploiement et en disponibilité limitée, la seule exception étant sa participation à l’exercice COMTUEX 4-72 entre le 4 et le 8 décembre. L’USS Sample resta à Hawaï jusqu’au 14 mai 1973, date à laquelle il fut redéployé dans le Pacifique occidental. Après sept mois supplémentaires à sillonner les eaux de l’Extrême-Orient, il rentra à Pearl Harbor le 8 décembre. En mai 1974, l’USS Sample était toujours au port de Pearl Harbor.
L’USS Sample a été désarmé le 23 septembre 1988. Il a été rayé du registre des navires de la marine le 24 janvier 2001.

### Service dans la marine brésilienne
L’USS Sample a été loué au Brésil le 15 avril 1989 et transféré au Brésil le 24 janvier 2001, après avoir été rayé du registre des navires de la marine américaine le même jour. Il a servi dans la marine brésilienne sous le nom de Paraná (D29).
Le Paraná a été vendu à la ferraille au Pakistan en décembre 2004.

## Distinctions
En mai 1974, L’USS Sample avait reçu cinq étoiles de campagne pour son service au large du Vietnam.